# Руїни Гамарського собору
Руїни Гамарського собору (норв. Domkirkeruinene på Hamar) є частиною Гедмарського музею, розташованого в Гамарі. Руїни — це залишки старого Гамарського собору, який почали будувати у 1152 і закінчили близько 1200.
Будівництво собору розпочали за єпископа Арнальдура (1124–52), призначеного першим єпископом Гамара, а 1150 році після повернення з Гардару, Гренландія. Собор завершений приблизно в часи єпископа Павла (1232-52). Спочатку його побудували в стилі романської архітектури і пізніше перетворений в готичний стиль. Єпископ Торфінн Гамара (1278-82) був засланий і помер у Тер-Доест у Фландрії. Торфінн та багато інших єпископів області не погодилися з королем Еріком II Норвегії з приводу ряду питань, включаючи єпископські вибори. Єпископ Йорунд (1285-86) був переданий Тронгейму.
Після Реформації в Норвегії структура була перейменована в Гамаргуський фортеці і стала резиденцією шерифа. Попри те, що він все ще використовувався, собор потрапив у непридатність, що завершився його осадженням шведською армією та спробою знесення у 1567 році під час Північної семирічної війни. Шведські сили почали напади на східну Норвегію, захопивши Гамар і продовжували напади до Осло. Шведи пізніше відступили, спалюючи Гамар на своєму шляху, знищивши Гамарський собор і Гамаргус.

## Реставрація
У 1985 руїни були закриті у пластик через пошкодження морозу та вологість. Щоби глядачі могли знову насолодитися руїнами, 1998 року створено скляний купол, який розробили архітектори Lund & Slaatto. Площа поверхні — 2 600 м², а металеві конструкції — 4 800 м². На будівництво скла витратили 76 млн норвезьких крон.
Нова будівля отримала назву «Hamardomen». Її використовують також для церковних церемоній, таких як хрестини і весілля, домашніх концертів, вистав і т. ін. (до 800 глядачів).
Сьогодні руїни Гамарського собору є частиною музею Гедмарка (Hedmarksmuseet). Арки руїн собору сьогодні захищені одним із найамбітніших будівельних проєктів такого роду, який коли-небудь реалізував норвезький уряд.

## 3D реконструкція церкви
Група студентів Норвезького університету природничих та технічних наук спробувала у 2010 році реконструювати церкву у вигляді 3D-моделей. Фільми з 3D-моделюванням можна знайти на Youtube. Фільм показує церкву на 3 різних етапах будівництва.

## Галерея

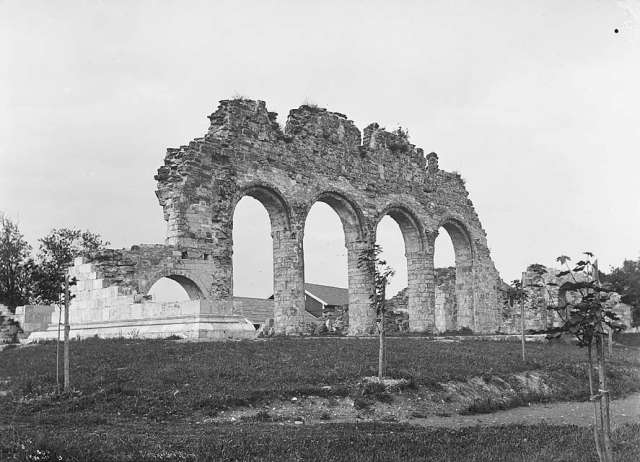
Руїни Axel Lindahl, 1890s
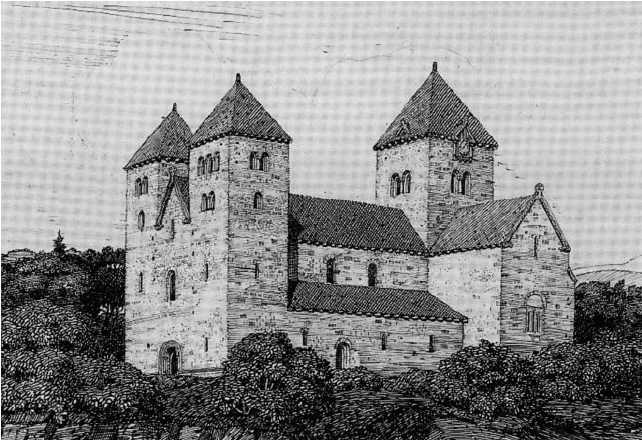
Стара кафедральна церква у Гамарі Olaf Nordhagen
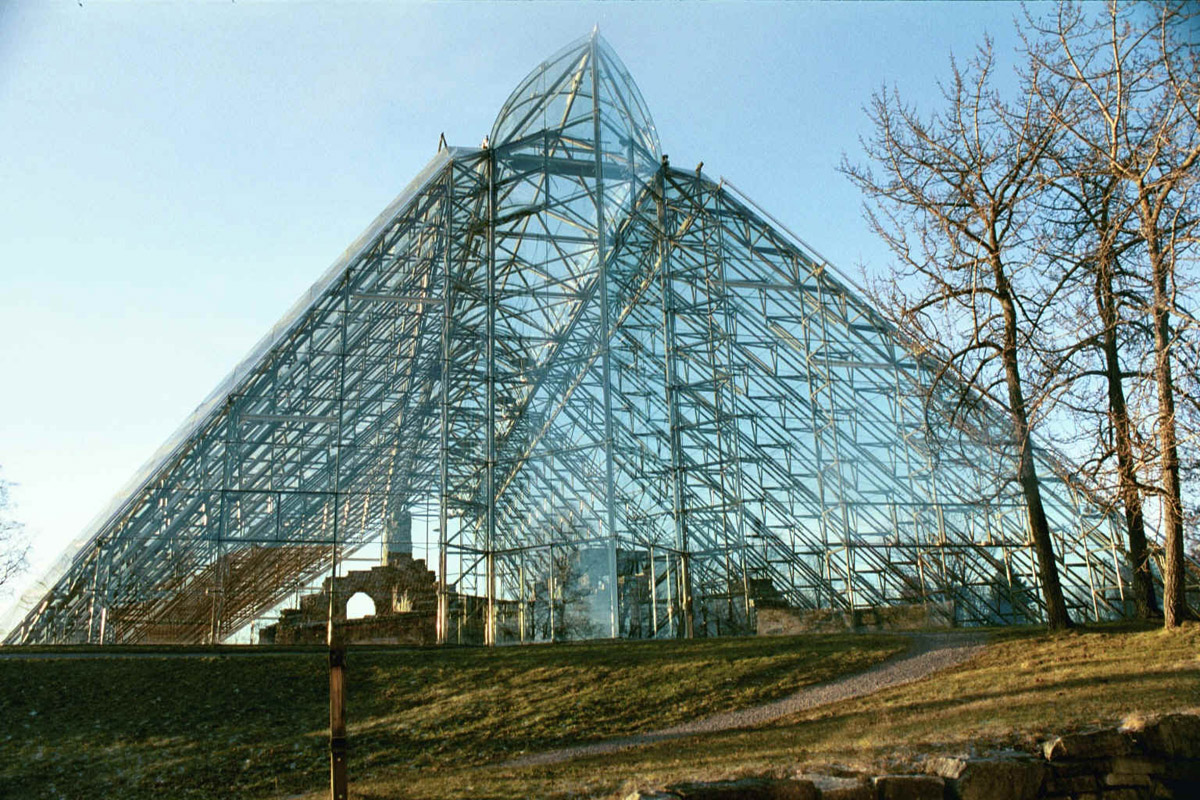
Музей Гедмарк. Руїни Гамарського собору
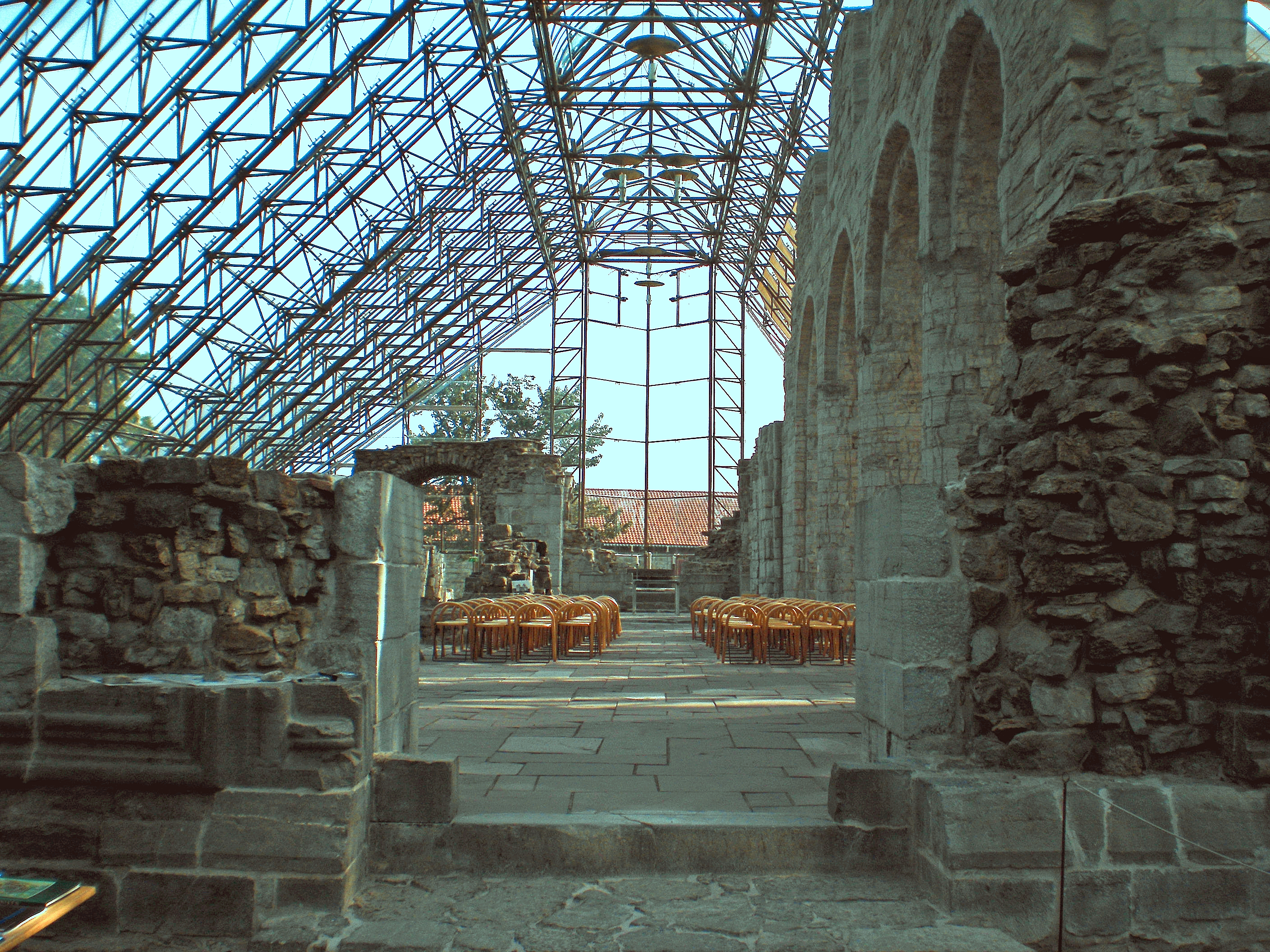
Музей Гедмарк. Руїни Гамарського собору, усередині